# Planchonella tahitensis
Planchonella tahitensis là một loài thực vật có hoa trong họ Hồng xiêm. Loài này được (Nadeaud) Pierre ex Dubard miêu tả khoa học đầu tiên năm 1912.